# Una cosa muy natural

A Very Natural Thing es una película estadounidense de 1974 dirigida por Christopher Larkin y protagonizada por Robert Joel y Curt Gareth. La trama sigue a un hombre homosexual llamado David quien deja un monasterio para volverse un maestro de escuela pública y buscar el amor. Se siguen sus desventuras y relacionamiento mientras se da un sútil mensaje político. 
Es una de las primeras películas sobre relaciones homosexuales destinadas a la distribución comercial convencional para el público general, representando un cambio gigante respecto a las películas de temática LGBT siento proyectadas en las horas de la madrugada casi de manera clandestina, su título original era Por el tiempo que sea posible. Fue recibido con reseñas mixtas de la crítica en 1973 y la Motion Picture Association of America le otorgó una calificación R.

## Sinopsis
La película comienza como un mini-documental del desfile y marcha del Orgullo Gay de la ciudad de Nueva York en 1973, con una joven lesbiana que sale el armario diciendo que "ser gay es algo muy natural". En la siguiente escena podemos ver al protagonista, David (Robert Joel), atravesando el ritual de ser liberado de su vocación de monje en un monasterio. Luego se lo ve como un maestro de literatura inglesa en una escuela pública en Nueva York, luego podemos ver que pasa su tiempo conduciendo hacia la ciudad para estar con su "viejo amigo de Schenectady ", Alan (Jay Pierce) en un bar gay. Observando aquí una clara dicotomía entre su vida en el día y en la noche que él mismo declara le gusta mantenerlas separadas. Una noche en el bar, David es elegido para bailar por Mark (Curt Gareth), un hombre de negocios importante. Terminan pasando la noche juntos, lo que al principio parece una aventura de una noche hasta que David dice que le gustaría volver a ver a Mark y Mark accede. 
No mucho después, la pareja comienza una relación monógama y David se muda con Mark. Pero cuando Mark quiere tener sexo con otros hombres, la relación empieza a romperse, pues choca la visión polígama con la idea de David de modelar una relación homosexual sobre el matrimonio heterosexual, y está irritado porque David quiere "seguir impulsando esta cosa romántica". 
Mark preferiría tener un entendimiento de que cualquiera de ellos puede tener sexo con otros hombres, sin embargo, parece que Mark ha perdido gran parte del interés, esto termina alejándolos el uno del otro. Mark se niega a decir "Te amo" hasta que David juega con él y forzándolo le dice: "Dilo... otra vez... una vez más por si acaso". Aun así, después de un año, David se da cuenta de que los dos solo están pasando el tiempo, viviendo cada uno sus propias vidas individuales de manera separada. 
Por iniciativa de Mark, los dos se encuentran en Fire Island durante un fin de semana en un intento de darle vida a su relación por última vez, aunque David va con las expectativas bajas, aunque David intenta complacer a Mark entrando en una orgía y yendo a una playa para este objetivo, él no puede seguir adelante pues no se encuentra de acuerdo con este mecanismo. Luego de una pelea, el agua rebasa el vaso y David se muda temporalmente con su amigo Alan, quien le da a David una perspectiva objetiva de lo que sucedió. En un encuentro posterior con Mark en Coney Island, David finalmente se da cuenta de que no puede haber una reconciliación, ya que Mark estánteres ado en el sexo mas no en una relación romántica.
Después de un tiempo a solas David conoce a un fotógrafo divorciado llamado Jason (Bo White) en el mitin del Orgullo de 1973, en una secuencia que también se encuentra mezclada con un mini-documental sobre la marcha, pues es la misma que dio comienzo a la película, los personajes aparecen entre las multitudes. David y Jason van al apartamento de Jason y hablan. Con Jason, un padre divorciado, conocemos a otro miembro de la comunidad gay, uno que vivía una vida heterosexual antes de salir del armario. Todavía socializa con su exesposa, quien lo acompaña a las sesiones de fotos y le ayuda a cargar equipamiento de su banda. En una visita de los padres con su hijo pequeño (PJ), Jason le dice a su exesposa que ahora está saliendo con alguien (David) con quien pasaría las próximas vacaciones del Día del Trabajo luego de que él lo invita a un concierto y ella a pasar esta festividad con ella y su hijo. Parece que con Jason, David ha encontrado a alguien dispuesto a buscar una relación romántica y comprometida con él. Aunque le deja claro que aun no se encuentra preparado para tal empresa. Jason toma fotos de David mientras le dice cosas que decir además de "queso", incluyendo "te amo" y "no puedo vivir sin ti", la película termina mostrando a los dos hombres juntos chapoteando desnudos en las olas en Cape Cod.

## Reparto
- Robert Joel como David
- Curt Gareth como Mark
- Bo White como Jason
- Anthony McKay como Gary, el compañero de cuarto de David
- Marilyn Meyers como Valerie, la prometida de Gary
- Jay Pierce como Alan, el amigo de David
- Barnaby Rudge como Langley
- A. Bailey Chapin como ministro
- Scott Eisman como estudiante
- Michael Kell como padre de una familia de navegantes
- Sheila Rock como madre de una familia de navegantes
- Linda Weitz como Linda, su hija
- Robert Grillo como Edgar, amigo de David
- Kurt Brandt como Charles, el amante de Edgar.
- George Diaz como Miguel, uno de los amantes de Alan
- Deborah Trowbridge como la exesposa de Jason
- Jesse Trowbridge como PJ, el hijo de Jason
- Vito Ruso

## Reacción crítica
Una Cosa Muy Natural fue vista como la respuesta gay al clásico Love Story (1970), la famosa película conocida por la frase "Amor significa nunca tener que decir perdón". De manera similar, Mark le dice a David: "Amar significa nunca tener que decir que estás enamorado" cuando él le dice repetidamente que le diga que lo ama, además la secuencia de Mark y David rodando por una colina cubierta de hojas, o la escena donde se encuentran acostados juntos en silencio en casa, imita un montaje de la pareja de Love Story. 
Ambas películas buscaron desarrollar una alternativa no convencional al matrimonio tradicional, a pesar de un compromiso en medio. David le dice a Jason que está comprometido con él, pero que este compromiso se basa en querer estar juntos, no en tener que estar juntos. 
El final es alegre u optimista, algo fuera de lo común para las películas de relaciones homosexuales hasta ese momento. Las películas anteriores estaban dominadas por historias de gais y lesbianas marginados de la sociedad, con trastornos mentales o que se suicidaban; Algo que posteriormente se transformó en que las películas posteriores estuvieron tristemente dominadas por la aparición del sida y estos mismos temas melancólicos pero con el VIH detrás. Por esto la película es muy diferente a las demás del género.A Very Natural Thing es una fiel representación de un breve período de tiempo en el que floreció la liberación gay en Estados Unidos, y los cineastas pudieron explorar las relaciones de la misma manera que lo hicieron las películas con personajes heterosexuales.
La película fue una de las primeras películas convencionales en mostrar la homosexualidad como un acto de amor válido y normal, es decir, "algo muy natural", ya que intentó explorar las opciones para las parejas homosexuales en 1973, no solo hablando del amor homosexual entre dos hombres sino también de las personas lesbianas y transexuales pues se encuentran incluidas imágenes de una celebración real del Orgullo Gay que se mezclan con la trama de la película. Muchos críticos de cine heterosexuales sintieron que la descripción de la película del amor entre dos hombres como romántico transforma al filme automáticamente "una discusión política en lugar de un entretenimiento" (The New York Post ). La película muestra a una joven pareja homosexual pasando por muchos de los mismos rituales y enfrentando muchos de los mismos desafíos que una pareja heterosexual.
Algunos críticos de cine que hacen parte de la comunidad LGBT sintieron que la película no era lo suficientemente política o que no dejaba un mensaje demasiado claro: que los personajes eran demasiado apolíticos, demasiado de clase media o en su dado caso acomodados y que, al rechazar la filosofía del amor libre o la liberación sexual, la película estaba rechazando lo que algunos activistas homosexuales sentían que era un valor necesario del recién conformado movimiento de liberación LGBT.
Larkin respondió a las críticas declarando: "Quería decir que las relaciones entre personas del mismo sexo no son más problemáticas ni más fáciles que cualquier otra relación humana. Son en muchos sentidos la misma cosa y en varios aspectos al mismo tiempo diferentes de las relaciones heterosexuales, pero en sí mismas no son menos posibles o valiosas". Resaltando así el título de la película. Vito Russo, que escribió The Celluloid Closet, aparece en A Very Natural Thing.
La película no tuvo éxito en las taquillas, el director, Christopher Larkin, se mudó a California, donde en 1981 publicó posteriormente el libro El divino andrógino según Purusha. Larkin tomó su propia vida el 21 de junio de 1988.

## Disponibilidad
El filme fue lanzado en VHS en 1996, en los años recientes fue lanzada una versión en DVD : una edición del 25 aniversario en 1999 por Waterbearer Films, Inc.